# La Esperanza (Honduras)
La Esperanza (uit het Spaans: "De hoop") is de hoofdplaats van het departement Intibucá in Honduras.
De gemeente (gemeentecode 1001) ligt in het zuidwesten van het land, op 65 km van Siguatepeque. La Esperanza ligt op de Hoogvlakte van Intibucá, in de hooggelegen bossen van westelijk Honduras. Hierdoor heeft het gemiddeld de laagste temperaturen van alle Hondurese steden.
La Esperanza is gesticht door Ladino's. Het is de marktplaats voor de Lencas die in de omringende bergen leven. Zij verbouwen voornamelijk aardappelen en aardbeien. Elk jaar houden de inwoners van de stad en het departement in juli het traditionele Aardappelfestival.
La Esperanza vormt een soort dubbelstad met Intibucá. De grenzen tussen beide plaatsen, die aparte gemeenten zijn, zijn vaag, hetgeen voor bestuurlijke problemen zorgt. Soms behoren overliggende zijden van dezelfde straat tot verschillende gemeenten. Het centrale plein (Parque Central) wordt gedeeld door beide gemeenten.
Op de berg La Crucita ligt een grot met daarin een beeld van Maria-Ontvangenis. Dronkelui en gevangenen werden te werk gesteld om hier een kapel te bouwen. Op 11 februari wordt daarin een mis gevierd. Verder ligt in de buurt van La Esperanza ligt een meertje dat Madre Vieja heet. Er zijn plannen om het ecotoerisme te ontwikkelen in het gebied.

## Bevolking
De bevolking is als volgt verdeeld:
| Vrouwen | 7264 | 56,1% |
| Mannen  | 5691 | 43,9% |

### Klimaat
La Esperanza ligt in een gebied met een gematigd zeeklimaat (Cfb).

## Dorpen
De gemeente bestaat uit vijf dorpen (aldea), waarvan de grootste qua inwoneraantal: La Esperanza (code 100101) en Nueva Esperanza (100105).